# Docler Holding
A Docler Holding egy weblapfejlesztéssel és egyéb informatikai területekkel foglalkozó magyar tulajdonban levő cég. Alapítója és vezetője Gattyán György.

## Története
A céget 2008-ban alapította Gattyán György Zoltán, aki 2014-től 2015-ig Magyarország leggazdagabb embere volt. A cég azóta egy magas presztízsű és több mint 600 alkalmazottat foglalkoztató informatikai céggé nőtte ki magát. 2011-ben irodaházuk elnyerte az Év legzöldebb irodaháza díjat.

## Szakterületei
A Docler Holding cégcsoport főként informatikai területeken alkot, ezek közé tartozik a weblapkészítés, a webes fejlesztések, illetve az informatikai tanácsadás, továbbá egyik legismertebb szolgáltatása az élő, interaktív pornográf tartalmakat közvetítő LiveJasmin. A vállalat székháza Budapesten, az Expo tér 5-7. szám alatt található.